# Philip Douglas Jones
Pour les articles homonymes, voir Philip Jones et Jones.
Philip Douglas Jones (né le 22 avril 1952) est un climatologue britannique, ancien directeur de l'Unité de recherche climatique (CRU) et professeur à l'École des sciences de l'environnement de l'université d'East Anglia (UEA) professeur à l'UEA. Ses intérêts de recherche incluent le changement climatique, la paléoclimatologie et l'extension des enregistrements de débit fluvial au Royaume-Uni. Il a également publié des articles sur les records de température des 1 000 dernières années.
Il est connu pour maintenir une série chronologique des relevés de température instrumentale qui a figuré en bonne place dans les rapports 2001 et 2007 du Groupe d'experts intergouvernemental sur l'évolution du climat (GIEC), où il a contribué au chapitre 12, « Détection du changement climatique et attribution des causes », du troisième rapport d'évaluation et auteur principal coordonnateur de chapitre 3, « Observations : Changements climatiques de surface et atmosphériques », du quatrième rapport.

## Biographie
Phil Jones obtient un BA en études sur l'environnement en 1973 de l'université de Lancaster, un M.Sc. en génie hydrologique en 1974 et un doctorat en hydrologie en 1977 du département de génie civil de l'université de Newcastle upon Tyne,.
Jones passe toute sa carrière au sein de l'unité de recherche climatique (CRU) de l'université d'East Anglia. Il commence comme associé principal de recherche en 1976, passant au rang de lecteur en 1994, puis de professeur à l'École des sciences de l'environnement en 1998. Jones est directeur du CRU pendant 18 ans, conjointement avec Jean Palutikof de 1998 à 2004, puis seul jusqu'à sa retraite à la fin de 2016,,. Il reste professeur à l'UEA à partir de janvier 2017. 
Il est membre du comité de rédaction de l'International Journal of Climatology de 1989 à 1994 et membre du comité de rédaction de Climatic Change depuis 2004,.

### Incident
Le Dr Jones s'est temporairement retiré du poste de directeur du CRU en novembre 2009 à la suite d'une polémique sur des courriels volés et publiés par des inconnus. L'enquête du Comité restreint de la science et de la technologie de la Chambre des communes a blanchi Jones et a déclaré qu'il devrait être réintégré dans son poste. Il a été réintégré en juillet 2010 après qu'un examen plus approfondi dirigé par Sir Muir Russell n'a trouvé aucun blâme à attribuer à Jones et ses collègues.

## Affiliations et récompenses
Philip Douglas Jones est élu :
- Fellow de la Royal Meteorological Society depuis 1992 ;
- Fellow de l'American Meteorological Society en 2006 ;
- Fellow de l'Union américaine de géophysique (AGU) en 2009 ;
- Fellow d'honneur de la Royal Meteorological Society en 2018.

Il reçoit les prix :
- Médaille Hugh-Robert-Mill en 1995 de la Royal Meteorological Society ;
- Prix de l'article scientifique exceptionnel des Laboratoires de recherche environnementale/NOAA en 1997 ;
- Médaille Hans-Oesschger de la Société européenne de géophysique (aujourd'hui l'Union européenne des géosciences) en 2002 ;
- Prix International Journal of Climatology de la Royal Meteorological Society en 2002 ;
- Reviewer's Award de l'Union américaine de géophysique (AGU) en 2006 ;
- Diplôme honorifique de l'université Rovira i Virgili (Tarragone, Espagne) en 2012 ;
- Diplôme honorifique de l'université de Stockholm en 2016.